# Eromoko (plaats)
Eromoko is een bestuurslaag in het regentschap Wonogiri van de provincie Midden-Java, Indonesië. Eromoko telt 4423 inwoners (volkstelling 2010).